# Germán Larrea
Germán Feliciano Larrea Mota-Velasco (Ciudad de México, 26 de octubre de 1953) es un empresario mexicano. Es el director ejecutivo de Grupo México, la empresa minera más grande de México y la quinta empresa productora de cobre más grande del mundo, además de ser considerado el segundo hombre más rico de México por la revista Forbes en 2015, 2016 y 2021 y el tercero en 2013.

## Biografía
Germán Larrea es presidente del Consejo de Administración, y director general de Grupo México (holding) desde 1994, del cual fue vicepresidente ejecutivo y ha sido miembro del Consejo de Administración desde 1981.
Se ha desempeñado como Presidente de la Junta Directiva de la Southern Copper Corporation desde diciembre de 1999, de la cual fue CEO entre diciembre de 1999 y octubre de 2004. Larrea ha sido Presidente del Consejo de Administración y CEO de Grupo Ferroviario Mexicano desde 1997, y también es Presidente del Consejo de Administración y director general de Empresarios Industriales de México, Compañía Perforadora México y de la Compañía Constructora y Fondo Inmobiliario de México desde 1992.
En 1978, fundó Grupo Impresa, una compañía de impresión y publicación, de la cual fue Presidente y director general hasta 1989, cuando la compañía fue vendida. También es Director del Banco Nacional de México, que forma parte del Grupo Financiero Banamex, y del Consejo Mexicano de Hombres de Negocios. Fue miembro del Consejo de Administración de Grupo Televisa hasta el 19 de septiembre de 2014.
Según la revista Forbes, Germán Larrea es la segunda persona más rica de México, con una fortuna cercana a los 23 mil millones de dólares. Actualmente vive en la Ciudad de México y está casado.

## Polémicas
Grupo México ha sido acusado numerosas veces por irregularidades de diversa índole. El 19 de febrero de 2006 fallecieron 65 trabajadores por falta de medidas de seguridad en una de sus minas, ubicada en Pasta de Conchos, Coahuila. Asimismo, la empresa de Germán Larrea es responsable de uno de los desastres ecológicos más grandes en México, el derrame de 40 mil metros cúbicos de sulfato de cobre en los ríos Bacanuchi y Sonora.
Larrea abandonó el consejo de administración de Televisa por participar en la licitación para las nuevas televisoras, considerando esta acción como una falta de ética al utilizar información confidencial en perjuicio de Televisa.
Previo a las elecciones de 2018 en México, Grupo México emitió una carta firmada por Larrea aconsejando a sus empleados a votar por un candidato que beneficie las inversiones, y también critica el modelo populista. Si bien, la carta no menciona a ningún candidato en particular, hace alusión a afirmaciones realizadas por Andrés Manuel López Obrador, candidato de Morena.
El nueve de julio de 2019, en la Terminal Marítima de Guaymas de la Empresa Metalúrgica de Cobre (subsidiada por Grupo México) hubo un derrame de más de tres mil litros de ácido sulfúrico al mar de Cortés. Se señala que los daños por este accidente son irreversibles.